# 戈達德太空研究所
戈達德太空研究所（GISS）位於紐約市哥倫比亞大學，是美國太空總署地球太陽探險分支的部門實驗所，是哥倫比亞大學地球機構的一個單位。戈達德太空研究所的近期一系列的研究強調全球氣候變化。戈達德太空研究所由賈斯特羅(Robert Jastrow)於1961年五月成立目的是做一些太空科學基本搜集去支援戈達德計劃。之後，它被稱為戈達德太空飛行中心太空研究所(the Goddard Space Flight Center Institute for Space Studies)，但很快就被普遍地稱作戈達德太空研究所(the Goddard Institute for Space Studies)。
戈達德太空研究所現在由詹姆斯·漢森監督。

## 外部鏈接
- （英文）戈達德太空研究所 (GISS) （页面存档备份，存于） - 官方網站
- （英文）戈達德太空研究所全球地表溫度分析 (GISTEMP) （页面存档备份，存于） - 全球表面溫度數據

40°48′20″N 73°57′55″W / 40.80544°N 73.96536°W